# ヨハネス・ブルマン

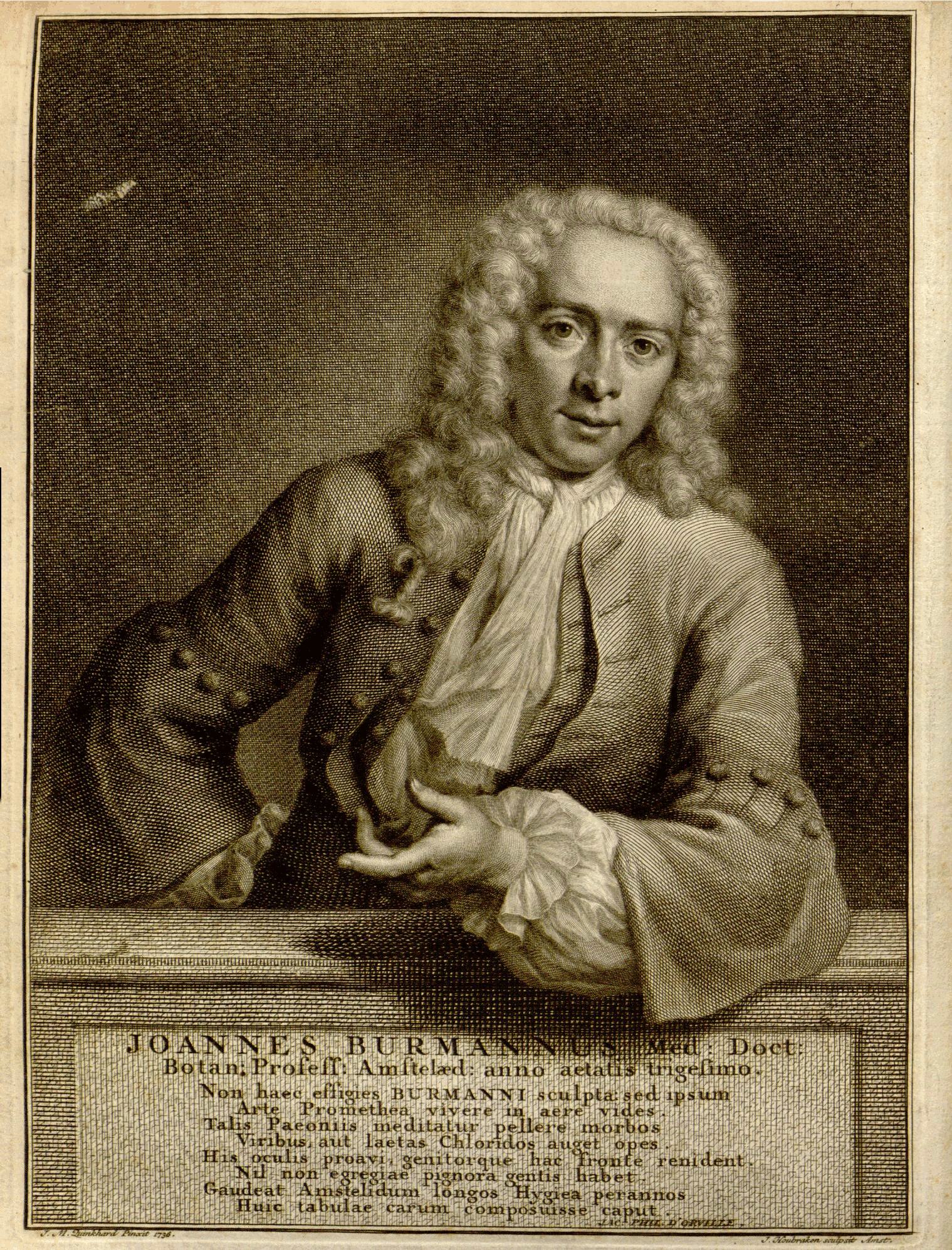
Thesaurus zeylanicusの図版のヨハネス・ブルマン

ヨハネス・ブルマン（Johannes Burman、1707年4月26日 - 1780年2月20日）は、オランダの植物学者、医師である。セイロン島やアンボン島、ケープ植民地の植物についての著作を行った。

## 生涯
アムステルダムに生まれた。父親は神学者のFrans Burman (1671-1719)である。弟のFrans Burman (1708-1793)も神学者になった。ライデン大学で、ヘルマン・ブールハーフェらに医学を学んだ。1728年に医学の学位をとり、アムステルダムで医師を開業した。フレデリクス・ルイシが没した後をついで、アムステルダム大学で植物学の教授となった。Adriana van Buurenと結婚し、生まれた息子のニコラス・ブルマンも植物学者となり、ウプサラ大学でカール・フォン・リンネのもとで学んだ。
リンネが1735年にオランダを訪れた時、ブルマンはリンネの才能にうたれ、自宅に滞在させ、6週間にわたり、著書の『セイロンの植物』（Thesaurus zeylanicus, exhibens plantas in insula Zeylana nascentes）の仕事を手伝わせるために雇った。リンネを博物学愛好家のジョージ・クリフォード3世に紹介し、リンネはクリフォードの庭園の植物の目録つくりに雇われ、リンネは数ヶ月かけて、"Musa Cliffortiana"を完成した。リンネは後に、ブルマンの名を科の名前、Burmanniaceae（ヒナノシャクジョウ科）につけることになる。
ケープ植民地の植物に関する書籍はニコラス・ウィッセン（Nicolaes Witsen）の標本やカスパル・コメリン（Caspar Commelijn）、シモン・ファン・デル・ステル（Simon van der Stel）の記述をもとにしている。アンボン島の植物に関する著作はゲオルク・ルンフィウスの著作に基づいている。西インドの植物の記述はシャルル・プリュミエの著作によっている。

## 著作
- Thesaurus zeylanicus, exhibens plantas in insula Zeylana nascentes (Amsterdam, 1737).
- Rariorum Africanarum plantarum (Amsterdam, deux parties, 1738-1739).
- Herbarium Amboinense, plurimas complectens arbores, frutices, herbas..., réédition de l’herbier de Georg Eberhard Rumphius (1628-1702) (Amsterdam, six volumes, 1741-1750).
- Plantarum Americanarum fasciculus primus (Amsterdam, 1755-1760).
- Auctuarium (1755).
- Vacendorfia (1757).
- De ferrariae charactere (1757).
- Flora malabarici (1769).